# Комерсант
Kommersant( дословно: Бизнисмен или Трговац) су дневне новине које се дистрибуирају у Русији углавном посвећене политици и бизнису. ТНС Медиа и НРС Русиа су потврдили да је тираж дневника у јулу 2013. године био 120.000–130.000.

## Историја
Оригинални лист Комерсант основан је у Москви 1909. године, али су га бољшевици затворили након Октобарске револуције 1917.
Године 1989. са обарањем комунистичке власти у Русији, лист је поново покренут под власништвом бизнисмена и публицисте Владимира Јаковљева. Први број је изашао у јануару 1990. Направљен је по узору на западњачке пословне новине, као што је Фајненшел Тајмс.